# Parque nacional Wooroonooran
El parque nacional Wooroonooran es un parque nacional en Queensland (Australia), ubicado a 1367 km al noroeste de Brisbane. Forma parte de los Trópicos húmedos de Queensland, clasificado por la Unesco como uno de los Patrimonios de la Humanidad en Australia.
En esta zona la selva tropical alcanza su mayor diversidad. Más de 500 especies de árboles de selva tropical tienen presencia aquí; ellos incluyen blackbean, milky pine, water gum y red tulip oak. Entre los animales autóctonos del área se encuentran el ratón canguro, el double-eyed fig-parrot y la chowchilla.
Los pueblos aborígenes Huari y Dulgubara tienen tradiciones especiales ligadas a esta área. En 1882 el explorador Christie Palmerston atravesó el área guiado por aborígenes. 